# Yassıbağ, Gülnar
Yassıbağ là một xã thuộc huyện Gülnar, tỉnh Mersin, Thổ Nhĩ Kỳ. Dân số thời điểm năm 2011 là 84 người.